# Convento di San Domenico (Buenos Aires)
La basilica di Nostra Signora del Rosario e il convento di San Domenico (in spagnolo: Basílica de Nuestra Señora del Rosario y Convento de Santo Domingo) costituiscono un complesso di culto cattolico situato nello storico barrio di Monserrat, a Buenos Aires.
È un luogo importante per la storia argentina poiché tra le sue mura incominciò la resistenza contro gli inglesi e successivamente si combatté un duro scontro con le forze invasori. Nella piazza antistante la chiesa s'erge il mausoleo di Manuel Belgrano, generale della guerra d'indipendenza e ideatore della bandiera dell'Argentina.

## Storia
I lavori di costruzione dell'edificio, progettato dall'architetto italiano Antonio Masella, incominciarono nel 1751 e, mentre ancora l'opera ancora non era terminata nel 1773, la chiesa fu consacrata. L'anno dopo l'apertura al culto, sotto la direzione dell'architetto Manuel Álvarez de Rocha, fu completata la torre campanaria sinistra. Nel 1792 incominciò la costruzione anche del convento di San Domenico, ultimato attorno al 1805.
Nel giugno 1806 le truppe britanniche del generale William Beresford attaccarono e conquistarono Buenos Aires. Nelle settimane successive la tensione tra gli abitanti e gli occupanti incominciò a crescere, soprattutto quando il 1º luglio gli inglesi proibirono la celebrazione della messa nella chiesa del Rosario. In quest'occasione il comandante del porto di Ensenada Jacques de Liniers promise al frate Gregorio Torres che avrebbe liberato la città e che avrebbe offerto in voto alla Madonna del Rosario le bandiere conquistate al nemico. Dopo aver riconquistato Buenos Aires Liniers mantenne fede alla promessa e fece appendere nella chiesa due bandiere catturate ai britannici.
Nel giugno dell'anno successivo un nuovo contingente britannico forte di oltre seimila uomini sbarcò ad Ensenada con l'obbiettivo di riconquistare Buenos Aires. Il 5 giugno le forze invasori, dopo una prima schermaglia avvenuta due giorni prima, lanciarono l'assalto definitivo contro la città. Nonostante la superiorità numerica, le truppe britanniche furono suddivise dal loro comandante John Whitelocke in dodici colonne e dirette dentro le strade di Buenos Aires. Con il fronte nemico così frazionato le milizie locali guidate da Liniers, forti della conoscenza del territorio, riuscirono a organizzare una feroce resistenza che annientò gli inglesi. La colonna del generale Robert Craufurd si rifugiò dentro la chiesa e il convento e, dall'interno delle sue mura, diede il via a una strenua difesa. Ben presto però i britannici vennero circondati dal Tercio de Cántabros Montañeses del colonnello Pedro Andrés García, supportati dall'artiglieria del forte di Santa Maria del Buen Ayre. Dopo alcune ore di duri combattimenti gli assediati si videro costretti ad alzare bandiera bianca.
Nel 1823, con l'espulsione degli ordini religiosi dalle Province Unite del Río de la Plata voluta da Bernardino Rivadavia, il complesso fu secolarizzato e divenne sede del nuovo Museo di Storia Naturale. Nella parte superiore della chiesa furono installati un osservatorio astronomico, un'aula di fisica sperimentale e una stazione meteorologica diretti dallo scienziato italiano Ottaviano Fabrizio Mossotti. Il 2 giugno 1835 il presidente argentino Juan Manuel de Rosas autorizzò il rientro in Argentina dei domenicani imponendo così la devoluzione dei beni precedentemente confiscati. Ciò nonostante il museo rimase all'interno del complesso religioso sino al 1854.
Nella seconda metà del XIX secolo furono ultimate la torre campanaria destra, la sacrestia e le cappelle di San Vincenzo e del Rosario. Nel 1894 la facciata fu rifatta, con interventi in particolare volti a modificare la forma del frontone, conferendogli così l'aspetto attuale.
Nel 1910 la chiesa fu elevata al rango di basilica minore da papa Pio X. Il complesso fu dichiarato Monumento Nazionale il 21 maggio 1942. Il 16 giugno 1955 una folla di manifestanti devastò e saccheggiò le chiese e i conventi del centro di Buenos Aires per vendicare i morti del bombardamento occorso nella giornata stessa su plaza de Mayo. La basilica di Nostra Signora del Rosario subì danni gravissimi, in particolare i documenti custoditi all'interno così come le reliquie andarono distrutti. I lavori di restauro incominciarono solo nel 1961.

## Descrizione
La facciata della chiesa è compresa tra le due torri campanarie. Su quella sinistra si possono notare le venti palle di legno affisse in epoca rosista sui segni lasciati dalle cannonate del bombardamento del 1806. La chiesa presenta una pianta a croce latina con tre navate (quella centrale con volta a botte) suddivise da una serie di pilastri. La crociera è sormontata da una cupola. L'interno dell'edificio è arricchito dal alcune sculture del XVIII secolo come San Vincenzo Ferrer, San Domenico Penitente, Cristo del Buon Viaggio e la Vergine del Rosario della Riconquista e della Difesa di Buenos Aires, quest'ultima originariamente custodita nella cattedrale cittadina. Nella chiesa si trovano anche la tomba di Antonio González Balcarce e l'urna funeraria di José Matías Zapiola. Dietro l'altar maggiore invece sono custodite due bandiere del 71º reggimento Highlanders, catturate durante la prima invasione, due stendardi della Royal Navy donati da Liniers alla Madonna del Rosario e due bandiere militari spagnole donate da Belgrano.
Nella piazza antistante la chiesa del Rosario s'innalza il mausoleo di Manuel Belgrano, realizzato nel 1897 dallo scultore italiano Ettore Ximenes. Il sarcofago è circondato da quattro figure angeliche mentre la base è decorata con due figure simboliche e due bassorilievi: Belgrano consegna la bandiera da lui creata e la battaglia di Tucumán.